# Falanstério

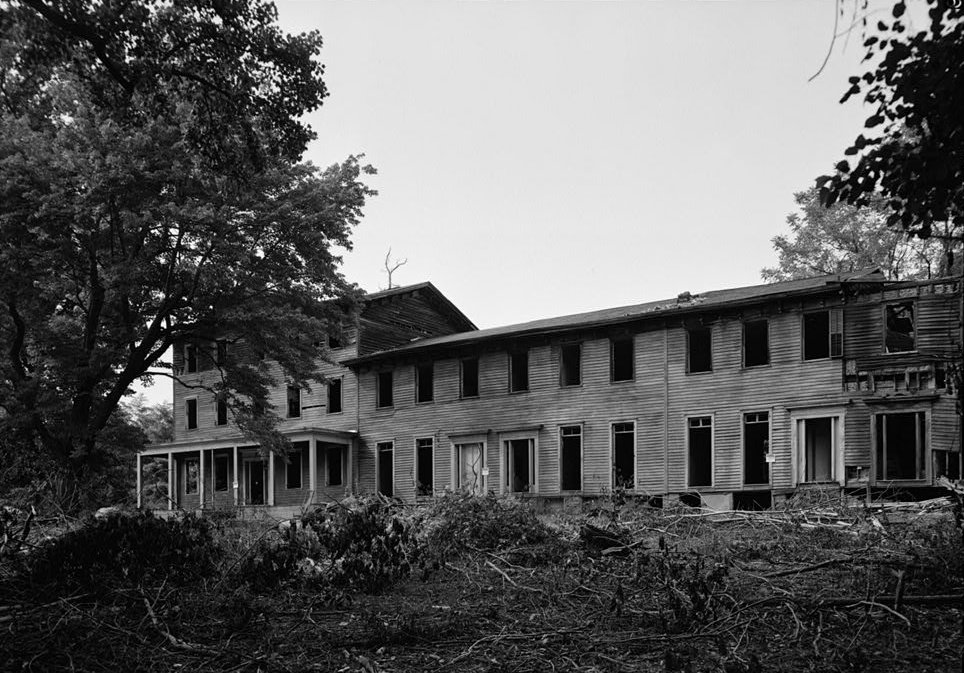
Edifício abandonado da Falange Norte-americana, um dos falanstérios erguidos nos Estados Unidos no século XIX.

Falanstério era a denominação das comunidades intencionais idealizadas pelo filósofo francês Charles Fourier. Consistiam em grandes construções comunais que refletiriam uma organização harmônica e descentralizada onde cada um trabalharia nos conformes de suas paixões e vocações.

## Origem
Mais que nenhum outro pensador de seu tempo, Charles Fourier tratou de resolver todos os problemas da sociedade através da elaboração de um complexo sistema de organização social no qual toda a pessoa, atividade ou coisa ocupava antecipadamente um lugar bem determinado. Fourier partia da crença de que o ser humano é intrinsecamente bom, porque é o depositário de uma harmonia natural que reflete a própria harmonia do universo. O problema residia na sociedade existente, que impedia o desenvolvimento completamente livre das qualidades do ser humano.

## Edificações

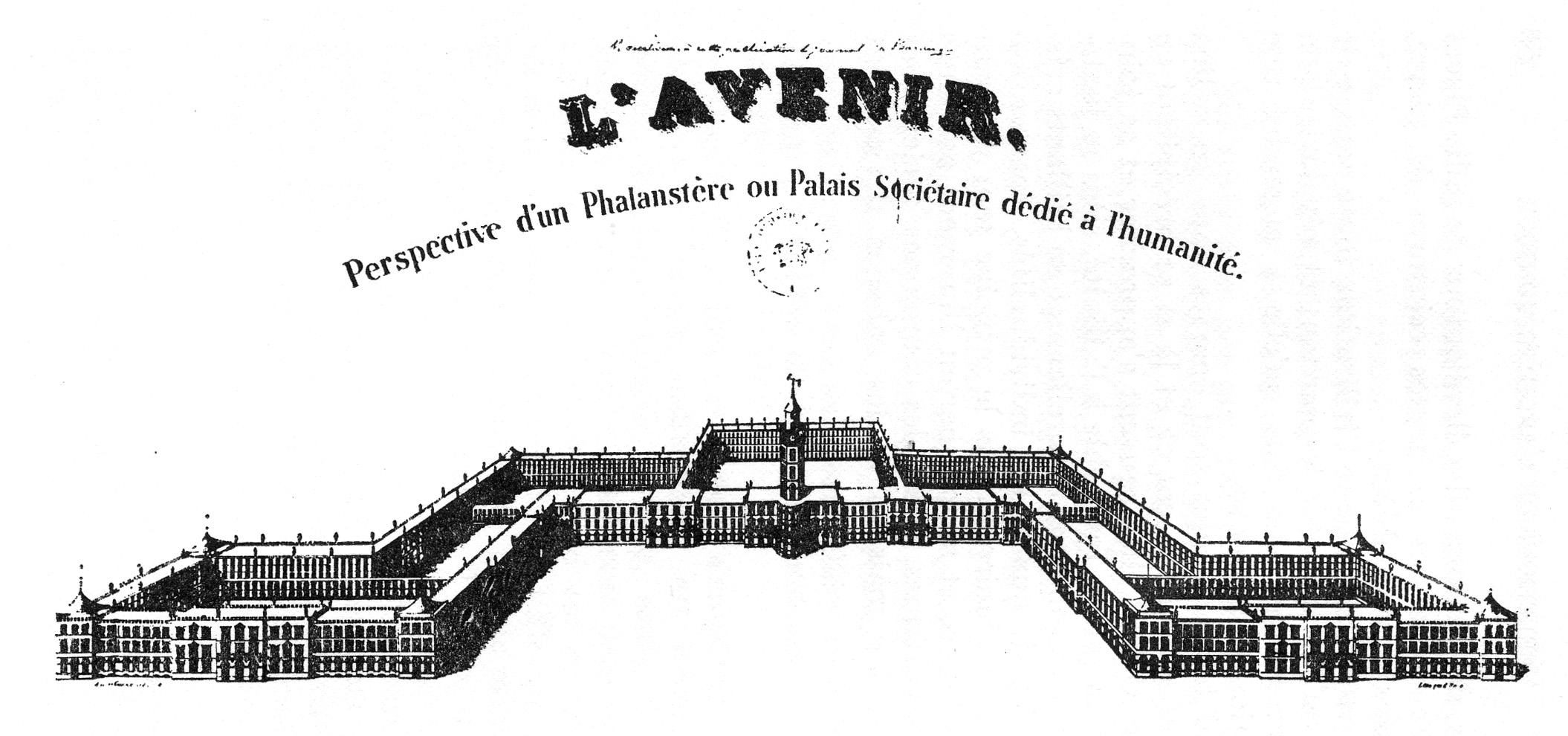
O Falanstério de Fourier em perspectiva. As áreas rurais e os jardins não estão representados.

Ao mesmo tempo urbanos e rurais, os falanstérios seriam auto-suficientes trocando bens entre si, dispondo de terras para agricultura e outras atividades econômicas, para vivendas e uma grande casa comum. Segundo Fourier os falanstérios seriam criados através da associação voluntária de seus membros e nunca deveriam ser compostos por mais de 1600 pessoas, que viveriam juntas em um mesmo complexo edificado para acomodar todos os serviços coletivos. Cada pessoa seria livre para escolher seu trabalho, e o poderia mudar quando assim desejasse, mas os salários não seriam iguais para todos. Uma rede extensa desses falanstérios seria a base da transformação social que por meio da experimentação daria origem a um novo mundo.

## Em prática

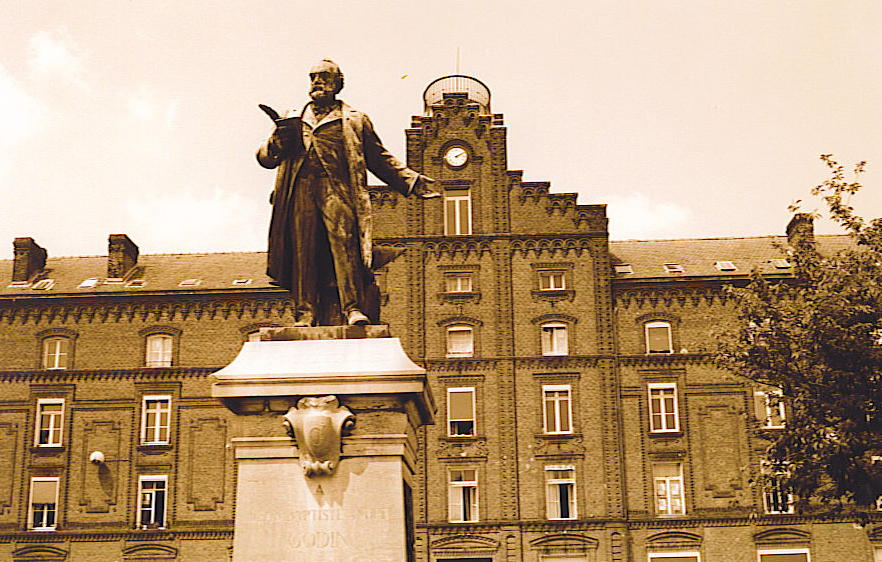
Fachada do Familistério de Godin em Guise.

No entanto, na prática, houve poucas experiências de Falanstério na França e quase todas elas fracassaram quase que instantaneamente (uma exceção foi o Familistério de Godin). O ato de trazer à prática as ideias de Fourier mostrou-se demasiadamente difícil, principalmente por estas terem mobilizado poucos homens. Na Europa a importância do fourierismo declinou rapidamente, mas nos Estados Unidos teve uma boa acolhida e gozou de certo prestígio intelectual. A ideia de uma forma de vida cooperativa resultou atrativa para muita gente em uma época de depressão econômica. Em pouco tempo foram criados entre 40 e 50 falanstérios, ainda que somente 3 deles sobreviveram mais de 2 anos. O mais exitoso foi a chamada Falange Norte-americana que se dissolveu depois de um terrível incêndio que acabou com seus bens. Como no caso das comunidades owenitas, o fracasso destes falanstérios, para além de suas dificuldades intrínsecas, se deu em virtude de seu rápido crescimento, atraindo em pouco tempo uma quantidade enorme de pessoas pouco preparadas e menos comprometidas.

## Lista de Falanstérios
- Abbaye de Créteil (Paris, França)
- Aguascalientes (México)
- Ruskin Colony (Tennessee, Estados Unidos)
- Familistério de Godin (Guise, França)
- Falanstério do Saí (Santa Catarina, Brasil)
- La Réunion (Dallas, Estados Unidos)
- Falange Norte-americana (Nova Jersey, Estados Unidos)